# Letecká základna Columbus
Letecká základna Columbus (anglicky Columbus Air Force Base; kód IATA je CBM, kód ICAO KCBM, kód FAA LID CBM) je vojenská letecká základna letectva Spojených států amerických nacházející se čtrnáct kilometrů severně od města Columbus ve státě Mississippi. Je domovskou základnou 14. cvičného křídla (14th Flying Training Wing; 14 FTW), které spadá pod velení Leteckého výukového a tréninkového velitelství USAF. Jeho úkolem je poskytovat specializovaný pilotní výcvik jednak pro důstojníky USAF a také pro důstojníky spojeneckých armád.
Tato základna byla zprovozněna v roce 1941, tehdy pod název „Air Corps Advanced Flying School, Columbus, Mississippi“.